# Bewässerungssystem von Turpan

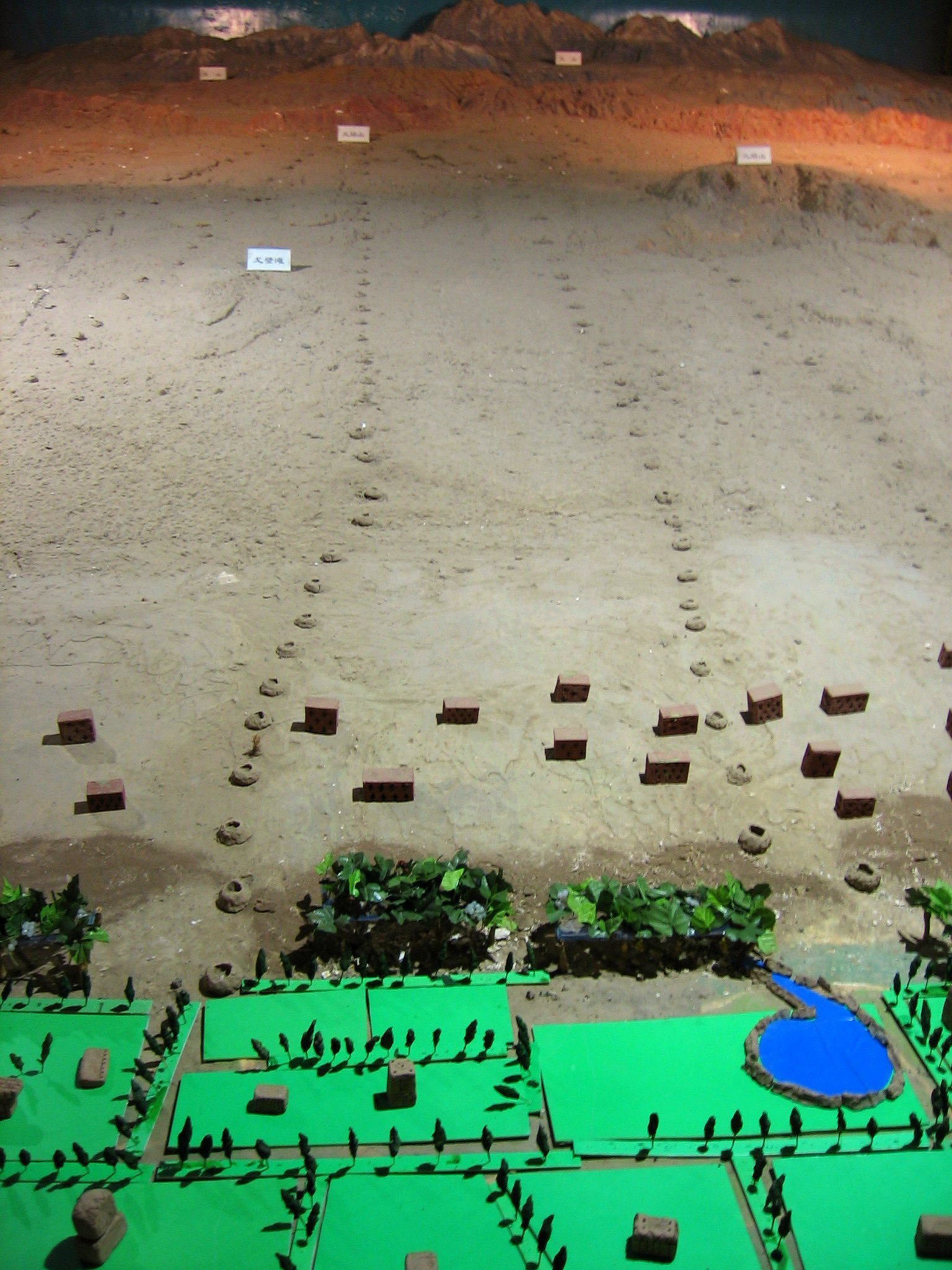
Modell des Qanatsystems, Karez-Museum Turpan

Das Bewässerungssystem von Turpan ist ein unterirdisches Brunnensystem zur Bewässerung auf dem Gebiet des Stadtbezirks Gaochang in der Stadt Turpan, Uigurisches Autonomes Gebiet Xinjiang der Volksrepublik China.

## Beschreibung

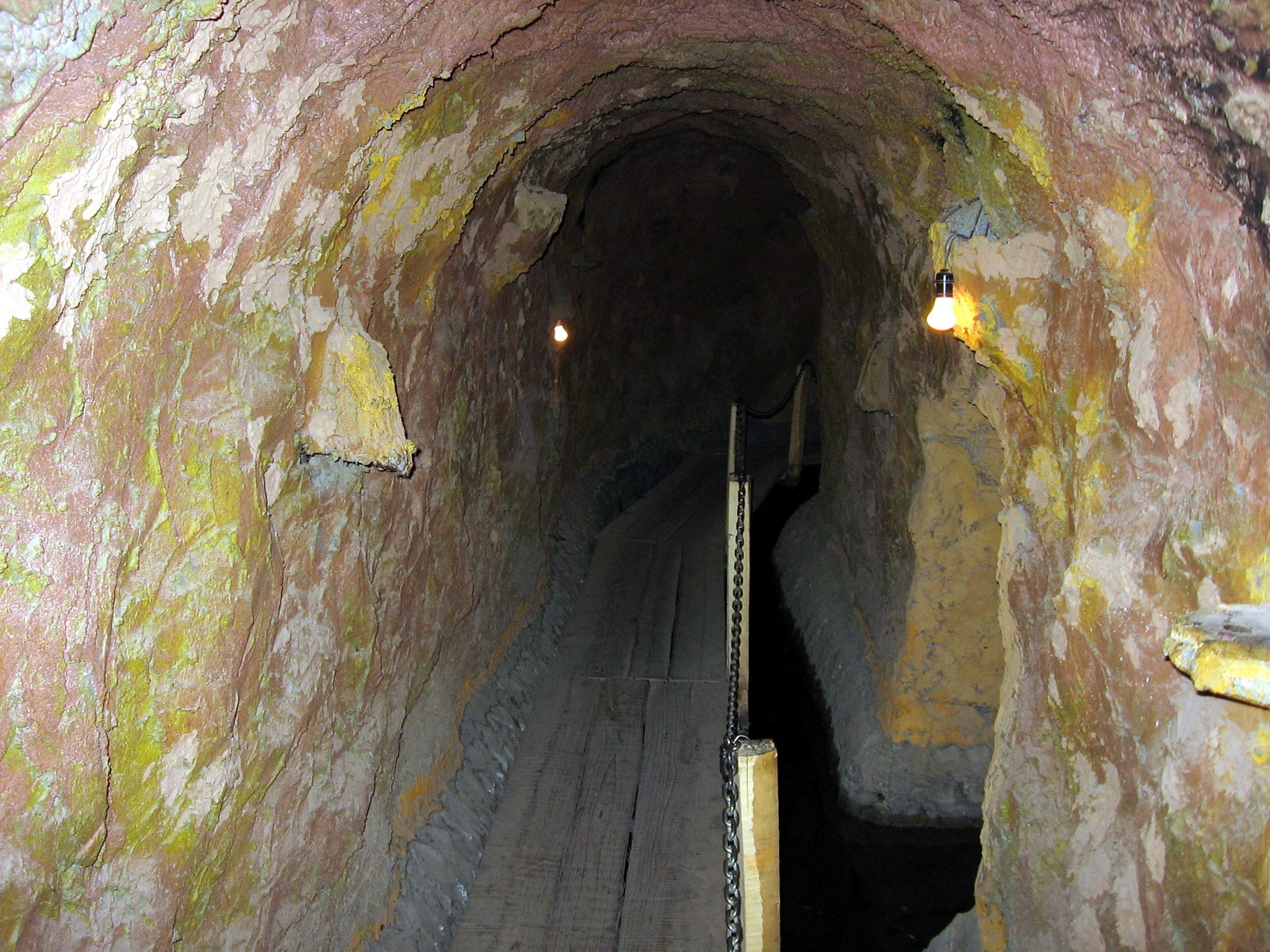
Karez-Museum Turpan

Sogenannte Karez-Bewässerungssysteme, die in China bis auf die Zeit der Westlichen Han-Dynastie zurückgehen, gibt es in China vor allem in Turpan, Kumul (Hami) und Kuqa. Das persische Wort Qanat (bzw. Karez; chinesisch 坎尔井, Pinyin Kǎn’ěrjǐng) bezeichnet waagerecht in den Berg gegrabene Stollen bzw. horizontale Brunnen. Durch dieses Bewässerungssystem kann man das tiefe Grundwasser, das aus dem geschmolzenen Schnee des Tianshan-Gebirges stammt, abfangen und in unterirdischen Kanälen vor Verdunstung geschützt in die Oasen leiten.
Im Turpan-Becken sind davon über 1000 anzutreffen. Einen Höchststand erreichte die Zahl der Karez-Systeme in den 1950er Jahren, als insgesamt bis zu 1300 Anlagen in Betrieb waren. Im Jahr 2009 lag die Zahl der aktiv genutzten Karez noch bei 400. Die aktiven und ungenutzten Kanäle des Bewässerungssystems von Gaochang besitzen zusammen eine Gesamtlänge von ca. 5000 km. Die Tiefe eines Brunnens beträgt bis zu 70 m und die Länge eines unterirdischen Kanals in der Regel 3-4 Kilometer (wobei einzelne Anlagen eine Länge von bis zu 30 Kilometern erreichen).
Das Alter der Bewässerungsanlagen von Turpan ist umstritten. Die Vorschläge in der Forschung reichen von einer Übernahme des persischen Qanat-Systems im 2. Jahrtausend v. Chr. bis zu einer sehr späten Entstehung im 19. Jahrhundert, nach der chinesischen Eroberung des Gebietes. Eine Studie auf der Basis von Radiokarbondatierungen konnte jedoch zeigen, dass mehrere der Qanate – in Übereinstimmung mit den mündlichen Überlieferungen der lokalen Bevölkerung – im 15. Jahrhundert unter uigurischer Herrschaft errichtet wurden und das Bewässerungssystem demnach spätestens in dieser Zeit entstanden sein muss.

## Bedeutung und Denkmalschutz
Das Bewässerungssystem wird zusammen mit der Großen Mauer und dem Großen Kanal als die „Drei von Menschenhand geschaffenen großen Bauprojekte“ (三大工程,  Sanda gongcheng) bezeichnet. Dies basiert auf der – nicht durch Quellen gestützten – Annahme chinesischer Wissenschaftler, die Bautechnik des Qanats sei nicht von den älteren Beispielen im iranischen Raum übernommen worden, sondern eine unabhängig davon erfolgte chinesische Erfindung. Unter dem Namen Kan’erjing dixia shuili gongcheng (坎尔井地下水利工程,  Kǎn’ěrjǐng dìxià shuǐlì gōngchéng) steht es seit 2006 auf der Liste der Denkmäler der Volksrepublik China in Xinjiang (6-1077), seit 2008 ist es zudem auf der Tentativliste der Volksrepublik China zur Nominierung für das Welterbe eingetragen.